# Andrew Neiderman
Œuvres principales
The Devil’s Advocate (1990)
Andrew Neiderman, né à Brooklyn le 26 octobre 1940, est un romancier américain.

## Biographie
Il est diplômé en anglais de l'université d'État de New York à Albany et a enseigné cette matière à la Fallsburg High School pendant 23 ans avant de se consacrer à l'écriture. Il a terminé de nombreuses ébauches de romans de Virginia C. Andrews après la mort de celle-ci en 1986. Son roman le plus connu est The Devil’s Advocate (1990) en raison de l'adaptation à succès qui en a été faite au cinéma sous le titre L'Associé du diable (1997). Il est l'auteur de plus de 44 thrillers dont six ont été adaptés au cinéma ou à la télévision.

## Œuvres
- Illusion (1967)
- Sisters (1972)
- Weekend (1980)
- Brainchild (1981)
- Pin (1981) (adapté au cinéma en 1988)
- Someone’s Watching (1983)
- Tender, Loving Care (1984) (adapté au cinéma en 1997)
- Child’s Play (1985)
- Imp (1985)
- Love Child (1986)
- Teacher’s Pet (1986)
- Reflection (1986)
- Night Howl (1986)
- Sight Unseen (1987)
- Playmates (1987) (adapté au cinéma en 1996)
- Surrogate Child (1988)
- Perfect Little Angels (1989) (adapté en téléfilm en 1998)
- Blood Child (1990)
- The Devil’s Advocate (1990) (adapté au cinéma en 1997)
- The Immortals (1991)
- Duplicates (1992) (adapté en téléfilm en 1992)
- The Need (1992)
- Sister, Sister (1992)
- After Life (1993)
- The Solomon Organization (1994)
- Angel of Mercy (1995)
- The Dark (1997)
- In Double Jeopardy (1998)
- Neighborhood Watch (2000)
- Curse (2000)
- Amnesia (2001)
- Dead Time (2002)
- Under Abduction (2002)
- The Baby Squad-Aug (2003)
- Deficiency (2004)
- The Hunted (2005)
- Finding Satan (2006)
- Unholy Birth (2007)
- Life Sentence (2008)
- Deadly Verdict (2008)
- Guardian Angel (2010)
- Garden of the Dead (2011)